# Eduardo Veiga
Eduardo Manuel Brito e Veiga, nascido a 20 de Outubro de 1962, em Aguada de Baixo, Portugal é um dos pilotos de referência do off-road nacional.
Na sua já longa carreira de piloto, Eduardo Veiga conta com mais de 50 pódios, entre os quais há a destacar o facto de se ter sagrado Campeão Nacional de Kartcross (1997) e Bicampeão Nacional de Ralicross (2004/2005). Veiga deixou o seu nome registado também na Taça Nacional de Kartcross, nos Troféus de Off-road e em provas do Europeu de Autocross, nomeadamente em Murça, com um 2º lugar.
Recentemente, na época desportiva de 2010, Eduardo Veiga regressa à competição no Nacional de Ralicross onde obtém o título de Vice-Campeão, após um terrível infortunio com o Saab 9-3 Turbo, quando tudo apontava para mais um título de Campeão Nacional.
2010 é também o ano da estreia no "Mundo" dos Ralis, com a participação no Rali de Fafe, navegado por Paulo Torres, onde são obrigados a desistir após problemas mecânicos com o Mitsubishi Lancer EVO VIII, preparado pela Peres Competições, quando se encontravam muito próximos dos lugares da frente. Participa também na mítica prova Rally de Portugal, prova do calendário do Mundial de Ralis, onde o azar se revela novamente fatal para a dupla E.Veiga/P.Torres porque, após um despiste no último dia de prova se vê obrigada a desistir. Gorava-se assim o objectivo principal, terminar a primeira prova de rali.
Eduardo Veiga participará em 2011 em diversas provas de Rali estando já confirmadas: Rali Torrie, Rali de Portugal, Rali da Madeira e no Rali de Mortágua; ao volante do Mitsubishi Lancer EVO VIII da Peres Competições.
Ainda em 2011, Eduardo Veiga tenciona participar na famosa Rampa da Falperra, ao volante do seu Saab 9-3 Turbo. E ainda, participar na prova do Europeu de Ralicross em Montalegre

## Colin McRae: Dirt
No jogo Colin McRae Dirt o carro de Eduardo Veiga, o Saab 9-3 Turbo aparece de base no jogo e não um como um ad-on, feito único para um piloto português. Para conferir o realismo necessário para o jogo, foram necessários mais de 10 gigas de fotografias e uma extensa lista sobre as características e comportamento do carro em pista. Este processo alongou-se por mais de 2 anos, desde o primeiro contacto até a versão final.
«Eduardo Veiga Colin McRae Dirt»

## Palmarés
| ANO  | POSIÇÃO | COMPETIÇÃO                       |
| ---- | ------- | -------------------------------- |
| 1995 | 3º      | Taça Nacional de Kartcross       |
| 1996 | 3º      | Taça Nacional de Kartcross       |
| 1997 | 1º      | Campeonato Nacional de Kartcross |
| 1999 | 2º      | Campeonato Nacional de Ralicross |
|      | 3º      | Campeonato Nacional de Autocross |
| 2000 | 2º      | Campeonato Nacional de Ralicross |
|      | 2º      | Campeonato Nacional de Autocross |
| 2001 | 1º      | Troféu Nacional de Off-road      |
|      | 2º      | Campeonato Nacional de Ralicross |
| 2003 | 2º      | Campeonato Nacional de Ralicross |
| 2004 | 1º      | Campeonato Nacional de Ralicross |
|      | 1º      | Troféu Nacional de Ralicross     |
|      | 2º      | Europeu de Autocross - Murça     |
| 2005 | 1º      | Campeonato Nacional de Ralicross |
| 2006 | 2º      | Campeonato Nacional de Ralicross |
| 2007 | 2º      | Campeonato Nacional de Ralicross |
| 2008 | 2º      | Campeonato Nacional de Ralicross |
| 2009 |         |                                  |
| 2010 | 2º      | Campeonato Nacional de Ralicross |